# Ys Origin
Ys Origin (jap. Originaltitel: イース・オリジン Īsu Orijin) ist ein Computer-Rollenspiel des japanischen Entwicklerstudios Nihon Falcom und Teil der Ys-Spielereihe. Es erschien 2006 in Japan für Microsoft Windows, die 2012 über Xseed Games erstmals auch außerhalb Japans in englischer Lokalisation angeboten wurde. Der französische Publisher Dotemu brachte ab 2017 lokalisierte europäische Fassungen für PlayStation 4, PlayStation Vita, Xbox One und Nintendo Switch heraus.

## Handlung
Ys Origin ist das erste Spiel der Reihe, in der nicht der Serienheld Adol Christin im Mittelpunkt der Handlung spielt. Stattdessen erzählt es eine Vorgeschichte rund 700 Jahre vor Adols Abenteuern, die die Grundlage des Szenarios von Ys I: Ancient Ys Vanished Omen und Ys II: Ancient Ys Vanished – The Final Chapter‘s genauer beleuchtet. Schauplatz ist der Dämonenturm, durch den die Dämonen in das schwebende Reich Ys oberhalb des Kontinents Esteria vorstoßen wollen. Der Turm kann mit einer der drei Spielfiguren erforscht werden, wobei sich je nach Charakterwahl die Handlung und Dialoge verändern. Die drei Figuren unterscheiden sich deutlich im Spielstil. Yunica Tova ist eine Ritter-Anwärterin, die keine Magie, dafür aber Artefakte nutzen kann, Hugo Fact ist ein Magier. Sein Bruder Toal Fact wird erst nach dem erfolgreichen Abschluss des Spiels mit Yunica und/oder Hugo freigeschaltet und ist ein gefallener Paladin. Die drei befinden sich auf der Suche nach den Zwillingsgöttinnen Reah und Feena, die aus Ys verschwunden sind. Sie bekämpfen die Dämonenhorden, die ihrerseits ein mächtiges magisches Artefakt, die Black Pearl, in ihre Hände bekommen möchten. Durch jede der drei Figuren erhält der Spieler unterschiedliche Einblicke in den Handlungsrahmen, was neben den verschiedenen Spielweisen die Wiederspielbarkeit erhöhen soll.

## Spielprinzip
Wie alle Teile der Serie handelt es sich um ein Rollenspiel mit actionreich inszenierten Echtzeitkämpfen. Yunica bekämpft Gegner vor allem im Nahkampf mit einer Axt, Hugo beschwört zur Unterstützung Kampfdrohnen. Toal Fact ist wie Yunica ein Nahkämpfer mit zwei klauenähnlichen Dolchwaffen. Ein Großteil der Spielzeit besteht aus Kämpfen gegen größere Gegnerscharen, wobei die richtige Kampftaktik entscheidend für den Spielerfolg ist. Höhepunkte sind die Kämpfe gegen verschiedene, besonders starke Bossgegner. Durch die Kämpfe füllt sich bei der Spielfigur allmählich der sogenannte Boost Meter. Ist er gefüllt, kann der Spieler damit die Attacken seiner Spielfigur über einen kurzen Zeitraum verstärken oder eine besonders mächtige Spezialattacke aktivieren. Für das Besiegen der Gegner erhält der Spieler Spielwährung, die an bestimmten Statuen der gesuchten Gottheiten gegen Verbesserungen der Charakterfähigkeiten eingetauscht werden kann. Diese Statuen dienen auch der Speicherung des Spielfortschritts und der Schnellreise durch die Spielwelt.
Mit dem Durchspielen können die zusätzlichen Spielmodi Time Attack und Arena freigeschaltet werden. In Time Attack kann man die verschiedenen Levelbosse in einem Wettkampf gegen die Zeit nochmals nacheinander bekämpfen. In Arena bekämpft der Spieler in verschiedenen Wellen immer zahlreicherer und mächtigere Gegnerscharen. Für diese Modi erhält man Spielwährung, die man in einem Bonus Shop gegen weitere Arena-Level, alternative Kostüme und Adol Christin als spielbaren Charakter in den Bonus-Spielmodi freischalten kann. Das Freischalten von Toal Fact weicht zwischen der Xseed-Fassung und der auf der ursprünglichen Veröffentlichung basierenden Dotemu-Version ab. Letztere setzt das erfolgreiche Durchspielen sowohl mit Yunica als auch Hugo voraus. Erstere schaltete Toal bereits nach dem ersten erfolgreichen Durchgang mit einer beliebigen Figur frei.

## Entwicklung
Origin verwendet dieselbe Engine wie Ys VI: Ark of Napishtim und das Remake Ys: The Oath in Felghana. Als das Spiel 2006 auf den Markt kam, war es nur auf japanischen Versionen des Betriebssystems Windows XP spielbar. Nach Veröffentlichung brachte Nihon Falcom über einen Patch die neuen Charaktermodelle von Adol und den anderen Helden für den Time Attack Mode, einen versteckten Bosskampf und neue Schwierigkeitsgradeinstellungen ins Spiel. Spätere Veröffentlichungen des Spiels enthielten diesen Patch von Beginn an. Im Mai 2012 brachte der amerikanische Publisher Xseed Games das Spiel erstmals in englischer Lokalisation über die Online-Vertriebsplattform Steam auf den westlichen Markt, einschließlich neuer Unterstützung für Widescreen-Monitore. Der französische Publisher Dotemu kündigte im Dezember 2016 schließlich auch Portierungen im digitalen Vertrieb für PlayStation 4 und Vita an. Diese Versionen kamen 2017 in Kooperation mit Limited Run Games auch in limitierter Auflage auf Datenträger heraus. Kleinere Anpassungen waren auch hier die Unterstützung von Widescreen-Bildschirmen und Überarbeitungen des Interfaces. Die Portierung auf Xbox One wurde im April 2018 mit einem zusätzlichen Speedrun-Modus mit Online-Rangliste und Einstellungsmöglichkeiten für die Gewaltdarstellungen veröffentlicht. Die Portierung für Switch wurde im Juli 2020 angekündigt.

## Rezeption
Die Bewertungen des Spiels waren mehrheitlich positiv.

„Y´s Origin ist ein sechs Jahre altes PC-Japan-Prequel zu einer Serie, die hier nie wirklich zu viel Ruhm kam. Wir sind ganz tief in Fan-Service-Territorium. Ich werde mich hüten, es generell jedem als großartiges Action-RPG verkaufen zu wollen. Die Technik ist veraltet, der Stil setzt eine starke Affinität zu Y´s oder mindestens Kopffüßlern voraus. […] Y´s Origin, ein nerdiges, kleines Vergnügen für alle, die manchmal ein klein wenig die 16/32-Bit-Ära vermissen, aber nicht gleich auf komplettes Retro zurückgreifen zu wollen.“

“Due to DotEmu’s subpar job on Ys Origin‘s console port, you’re probably better off with the original PC version since they’re the same price. The loading times are a bit longer than before and it has glitches that weren’t present in XSEED’s release.”

„Aufgrund von Dotemus unterdurchschnittlichen Arbeit am Konsolenport von Ys Origin seid ihr wahrscheinlich mit der ursprünglichen PC-Version besser bedient, da sie gleich viel kosten. Die Ladezeiten sind etwas länger als zuvor und es gibt Glitches, die in der Veröffentlichung von XSEED nicht vorhanden waren.“

Die Steam-Fassung des Spiels verkaufte sich zwischen 2012 und 2015 rund 200.000 Mal.